# 渡邉貴介
渡邉 貴介（わたなべ たかすけ、1943年（昭和18年）1月2日 - 2001年（平成13年）8月18日）は、日本の観光計画、リゾート計画、都市計画、地域計画、国土計画の専門家で、都市計画家、観光学者。東京工業大学大学院情報理工学研究科教授。工学博士。

## 経歴
熊本市の出身。熊本県立熊本高等学校から東京大学工学部都市工学科に進み、学科の第一期卒業生となる。その後同大大学院修士課程修了後、1971年に博士課程を満期退学（1976年、工学博士の学位を東京大学より取得）。1971年4月より東京工業大学工学部助手。1973年4月から1976年10月までラック計画研究所に所属した後、1976年11月に東京大学講師となり大学に復帰。1977年に助教授に就任、1980年4月からは長岡技術科学大学に転じ、1982年6月に東京工業大学に復帰。1986年に教授に就任。1999年4月からは大学評議員も務める。2001年に在職のまま死去。
この間、1979年3月から1980年2月までエディンバラ大学都市デザイン学科客員教授を務めた。

## 大学以外の役職
- 観光政策審議会専門委員：1980年5月 - 1982年3月、1984年10月 - 1985年10月、1994年5月 - 1995年5月
- 総合保養地域整備研究会委員：1986年4月 - 1987年3月、1992年4月 - 1993年3月
- 日本観光研究学会常務理事：1986年5月 - 2001年8月
- 東京都観光事業審議会委員：1989年2月 - 1991年2月、1992年4月 - 1994年4月、1996年10月 - 2000年2月
- 日本都市計画学会常務理事：1989年5月 - 2000年5月
- 国土審議会専門委員：1992年7月 - 1995年3月
- 北海道開発審議会特別委員：1992年7月 - 2000年12月
- 神奈川県観光事業審議会委員：1994年1月 - 1996年1月
- 東京都総合開発審議会委員：1996年2月 - 1998年2月
- 京都和風迎賓施設建設懇談会：1996年10月 - 2001年8月

## 賞歴
- 正四位勲三等瑞宝章

## おもな編著書・翻訳
- 分担執筆　社団法人日本不動団学会編『不動産学事典』住宅新報社　2002年
- 分担執筆　社会資本整備研究会、森地茂、屋井鉄雄編『社会資本の未来　新しい哲学と価値観でひらく21世紀の展望』日本経済新聞社　1999年
- 分担執筆　『建築学がわかる（アエラムック）』朝日新聞社　1997年
- 竹村宏、渡邉貴介、榛村純一編著『もっとも長い塩の道　日本海・アルプス・太平洋350km 』ぎょうせい　1997年
- 岩崎忠夫、渡邉貴介、森野美徳編『シリーズ地域の活力と魅力（全6巻）』ぎょうせい　1996年
- 分担執筆　八十島義之助、土木学会編著『新体系土木工学〈別巻〉日本土木史』技報堂　1994年
- 監訳　マイケル・ノートン著、グループ99訳『僕たちの街づくり作戦』都市文化社　1993年
- 分担執筆　地方自治経営学会編『新・地方自治経営シリーズ　第9号　ふるさと創生に向けて』ぎょうせい　1989年
- 分担執筆　日本工業新聞社編『制御の世紀　自然の不思議、人間の知恵』日本工業新聞社　1989年
- 分担執筆　道家達将編著『産業技術の動向2』放送大学教育振興会　1988年
- 分担執筆　東京都高齢社会問題調査会編『21世紀の主役であるあなたへ』ぎょうせい　1987年
- 分担執筆　都市政策研究会編著『シェイプアップ・マイタウン　都市活性化への処方箋』ぎょうせい　1987年
- 分担執筆　日本レクリエーション学会編『レクリエーション学の方法』ぎょうせい　1987年
- 分担執筆　都市計画教育研究会編『都市計画教科書』彰国社　1987年
- 分担執筆　土木学会編『土木技術の発展と社会資本に関する研究』総合研究開発機構　1985年
- 分担執筆　財団法人日本交通公社編『現代観光用語事典』日本交通公社出版事業局　1984年
- 分担執筆　土木工学大系編集委員会編『土木工学大系30　ケーススタディ観光・レクリェーション計画』彰国社　1984年
- 分担執筆　ラック計画研究所編『観光・レクリエーション計画論』技報堂　1975年
- 分担執筆　財団法人日本交通公社編『余暇社会の旅』日本交通公社出版事業部　1974年
- 分担執筆　鈴木忠義編『現代観光論』有斐閣　1974年
- 分担執筆　財団法人日本交通公社『観光事典』日本交通公社　1973年
- 分担翻訳　OECD編、新谷洋二ほか訳『都市交通の将来　その考え方』運輸経済研究センター　1971年
- 分担執筆　日本地域開発センター編『日本列島の将来像〈中〉都市配置と交通体系』至誠堂　1969年